# Broons
Broons é uma comuna francesa na região administrativa da Bretanha, no departamento Côtes-d'Armor. Estende-se por uma área de 35,26 km². Em 2010 a comuna tinha 2 962 habitantes (densidade: 84 hab./km²).